# ويليام فرنسيس سميث
ويليام فرنسيس سميث (بالإنجليزية: William Francis Smith)‏ هو قاضي ومحامي أمريكي، ولد في 24 فبراير 1904 في بيرث أمبوي في الولايات المتحدة، وتوفي في 26 فبراير 1968 في نيو برونزويك في الولايات المتحدة.